# Tjyhyryn
Tjyhyryn (ukrainska: Чигирин uttal (fil); ryska: Чигирин, Tjigirin) är en stad i Tjerkasy oblast i Ukraina och är administrativ huvudort för Tjyhyryn rajon. Folkmängden uppgår till cirka 10 000 invånare och staden är belägen vid floden Tjasmin, 63 km från Tjerkasy. Staden har bland annat matindustri.

## Historik
Tjyhyryn är känd från första halvan av 1500-talet som ett befäst övervintringsställe för kosackerna. Med tiden blev staden centrum för området och 1592 erhöll Tjyhyryn den så kallade Magdeburgrätten. Mellan 1638 och 1647 var Bohdan Chmelnytskyj stadens äldste. Åren 1648-1657 var den hans residens och huvudstad i hetmanriket (fram till 1676). Efter att Tjyhyryn hade förstörts 1678 och efter att huvudstaden hade flyttas över till Baturin började Tjyhyryn förfalla. Chmelnytskyjpalatset och Spasskajakyrkan har inte klarat sig till våra dagar. På Slottsberget (även Bohdanberget) finns lämningar efter fortifikationerna. Från 1797 var Tjyhyryn en distriktshuvudstadstad i Kievguvernementet. Åren 1843 och 1845 besöktes Tjyhyryn av den ukrainske nationalskalden Taras Sjevtjenko.
I staden finns ett monument till Bohdan Chmelnytskyj (1967) och ett historiskt landsbygdsmuseum. Här finns också lämningar efter fästningen från 1500- och 1600-talen på Slottsberget (Bohdanberget) som var en hetmanresidens 1649-1657 samt lämningar efter Spasskajakyrkan.

## Bildgalleri

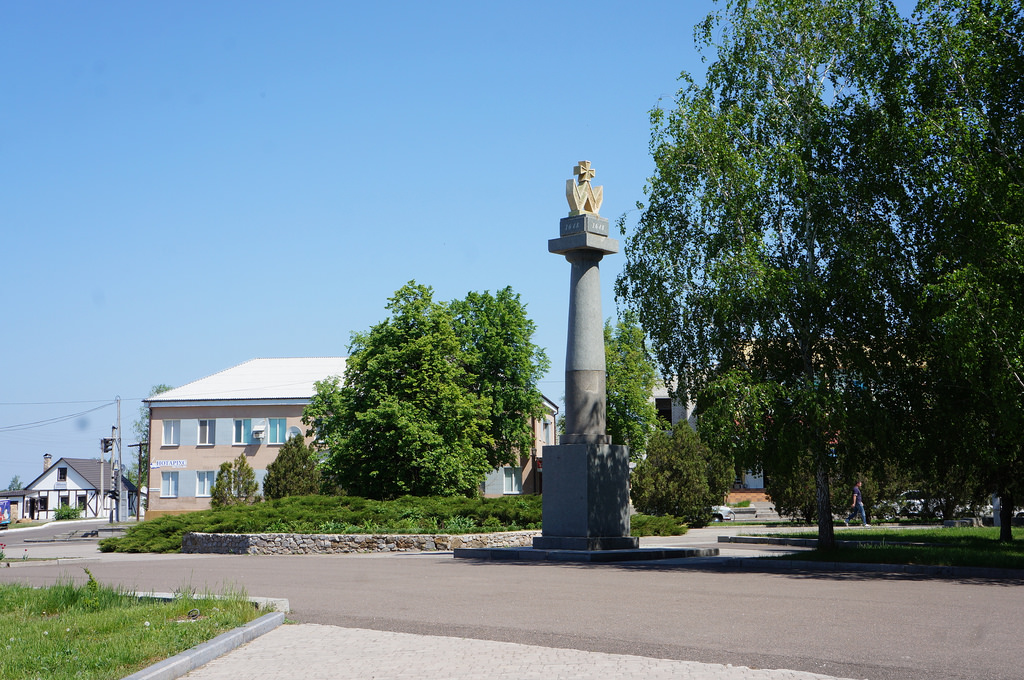
Huvudkvarteret i Tjyhyryn
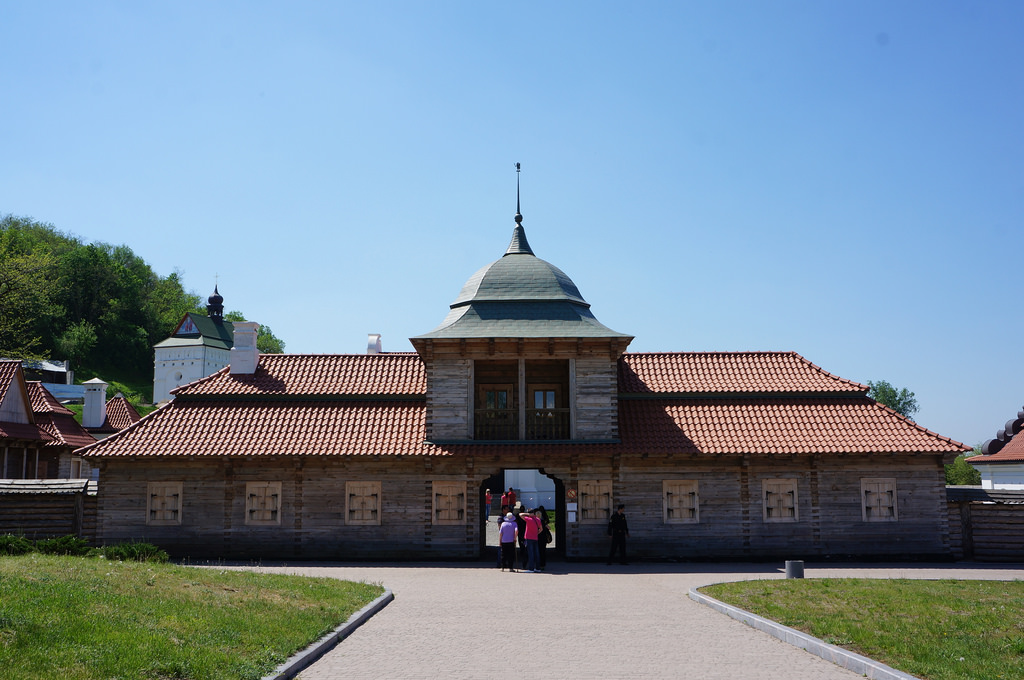
Ingången till det restaurerade Chmelnytskyjpalats
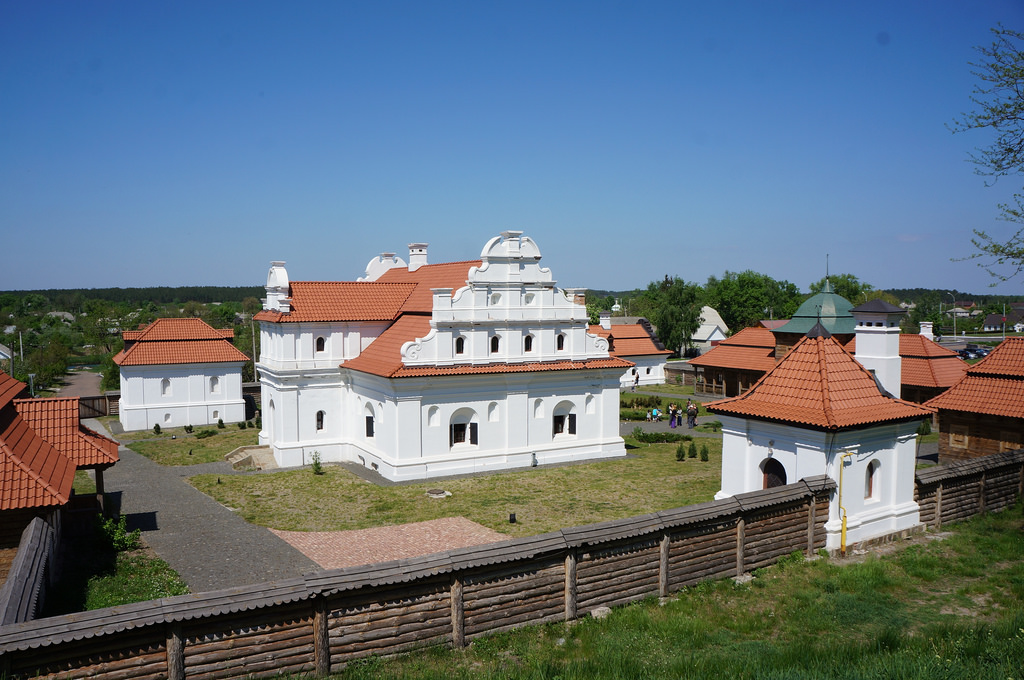
Bohdan Chmelnytskyjs residensbostad
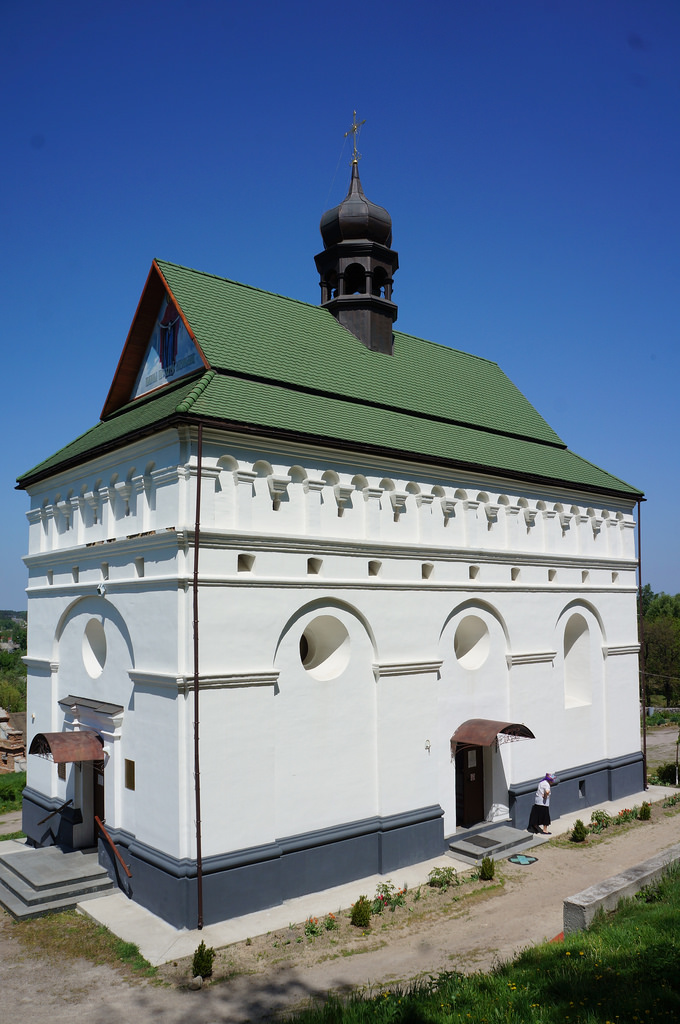
St. Peter och St. Paul-kyrkan i Tjyhyryn

## Vänorter
Tjyhyryn har en vänort:
- Sebastopol, Kalifornien, USA